# Myrmarachne malayana
Myrmarachne malayana este o specie de păianjeni din genul Myrmarachne, familia Salticidae, descrisă de Edmunds, Prószynski în anul 2003. Conform Catalogue of Life specia Myrmarachne malayana nu are subspecii cunoscute.